# Јапет (митологија)
Јапет је у грчкој митологији био један од титана, син Неба и Земље и Хронов брат. Био је ожењен Океанидом Клименом, са којом је имао четири сина: Прометеја, Епиметеја, Атланта и Менетија. Као његова деца се помињу и Буфаг и Анхијала. Јапет се може сматрати богом пролазности људског живота. Његови синови, Прометеј и Епиметеј су представљени као створитељи човечанства и других смртних бића.

## Митологија
Криј, Кеј, Хиперион и Јапет су били постављени на четири стране света где су држали небо, односно свог оца Урана, док је Хрон, скривен у самом центру, кастрирао свог оца. У овом миту, Јапет и његова три брата симболизују четири стуба које се појављују у блискоисточној космогонији и који држе небо и земљу раздвојене. Јапет је при томе био без сумње стуб запада, на позицији која је касније припала његовом сину Атласу који је за казну добио да придржава небо, када су титани изгубили рат од Олимпљана. Зевс је казнио и Јапета, тако што га је бацио или у Тартар или испод острва Инариме, где у бесу бљује пламен и чека на своју освету.